# Vesna Radović
Vesna Radović   (Belgrad, 7 de setembre de 1954) fou una jugadora d'handbol sèrbia, que jugava de portera, que va competir sota bandera de Iugoslàvia durant la dècada de 1970. Posteriorment es nacionalitzà austríaca.
Amb l'equip iugoslau va disputar el Campionat del món d'handbol de 1975 i 1978.
El 1980 va prendre part en els Jocs Olímpics de Moscou, on guanyà la medalla de plata en la competició d'handbol. Posteriorment, el 1984, i com a jugadora austríaca, va disputar els Jocs de Los Angeles, on fou sisena en la competició d'handbol.